# 威伊布河
威伊布河（Weyib River）是埃塞俄比亞東部的河流，從奧羅米亞州戈巴附近的貝爾山發源，向東流經索夫奧馬爾岩洞，再向東南在索馬里州境內4°17′N 42°2′E / 4.283°N 42.033°E與Ganale Dorya河匯流。
4°17′12″N 42°02′35″E / 4.2867°N 42.0431°E